# 2 Puppis
2 Puppis (2 Pup) es un sistema estelar en la constelación de Puppis que se encuentra a 276 años luz del sistema solar.
Está compuesto por las estrellas 2 Puppis A (HD 62864 / HR 3010) y 2 Puppis B (PV Puppis / HD 62863 / HR 3009).
2 Puppis A es una estrella blanca de la secuencia principal de magnitud aparente +6,04.
De tipo espectral A2V, fusiona hidrógeno en su núcleo al igual que el Sol, pero es más caliente que este, con una temperatura superficial de aproximadamente 8700 K.
Gira sobre sí misma a una velocidad de al menos 72 km/s y emplea más de 30.000 años en completar una órbita alrededor de 2 Puppis B.
ι Centauri o Alfecca Meridiana (α Coronae Australis) son estrellas de características afines a las de 2 Puppis A.
A su vez, 2 Puppis B es una estrella binaria cuyas componentes son estrellas de tipo A8V prácticamente idénticas. La componente principal, 4,90 veces más luminosa que el Sol, tiene una masa de 1,57 masas solares y un radio un 54% más grande que el radio solar.
Su acompañante —con 1,55 masas solares y un radio un 50% mayor que el radio solar— tiene el 96% de la luminosidad de su compañera.
La velocidad de rotación proyectada para ambas es de 43 km/s.
También comparten la misma temperatura, 6920 K.
Su edad se estima en 400 millones de años.
2 Puppis B es una binaria eclipsante, por lo que recibe la denominación, en cuanto a estrella variable, de PV Puppis.
Su período orbital es de 1,6607 días, siendo el semieje mayor de la órbita 0,04 UA. El eclipse principal y el secundario son prácticamente iguales, con una disminución de brillo de ~0,44 magnitudes, cuando una de las estrellas intercepta la luz de su compañera.